# Битва біля Хаджибею (1790)
Битва біля Хаджибею (Битва біля Тендри) — морська битва Російсько-турецької війни 1787—1792 років, яка відбулась 28-29 серпня (8-9 вересня) 1790 року між російською ескадрою під командуванням контр-адмірала Ф. Ф. Ушакова та турецькою під командуванням Хусейна-паші.

## Хід битви
Російська ескадра (10 лінійних кораблів, 6 фрегатів, 1 бомбардирський корабель, 20 допоміжних суден, близько 830 гармат) під командуванням контр-адмірала Ф. Ф. Ушакова, прямуючи з Севастополя в Очаків, між Тендрою та Хаджибеєм помітила турецьку ескадру (14 лінійних кораблів, 8 фрегатів, 23 допоміжні судна, близько 1400 гармат) під командуванням капудан-паші Хусейна-паші, яка стояла на якорі.
Ушаков вирішив негайно атакувати противника, не перестроюючи ескадру з похідного порядку в бойовий. Захоплені зненацька, турецькі кораблі стали безладно відходити до гирла Дунаю.
Близько 15 години російські кораблі, наблизившись до противника на дистанцію картечного пострілу, рішуче атакували його. Не витримавши атаки, турецькі кораблі відступили та, користуючись перевагою у швидкості, близько 20 години зникли у темряві.
На світанку наступного дня російська ескадра знову атакувала турецьку ескадру, знищила 2 лінійних кораблі та 1 захопила у полон. Крім того, 29-30 серпня (9-10 вересня) в ході переслідування російська ескадра захопила 3 та знищила декілька малих суден.

## Наслідки
Під час битви турки втратили понад 2 000 чоловік, в тому числі більше 700 полоненими. Російський флот втрат в кораблях не мав; загинув 21 чоловік, 25 були поранені.
Перемога в битві біля Тендри забезпечила панування російського флоту на Чорному морі в кампанії 1790 року.